# Chan Peng Soon

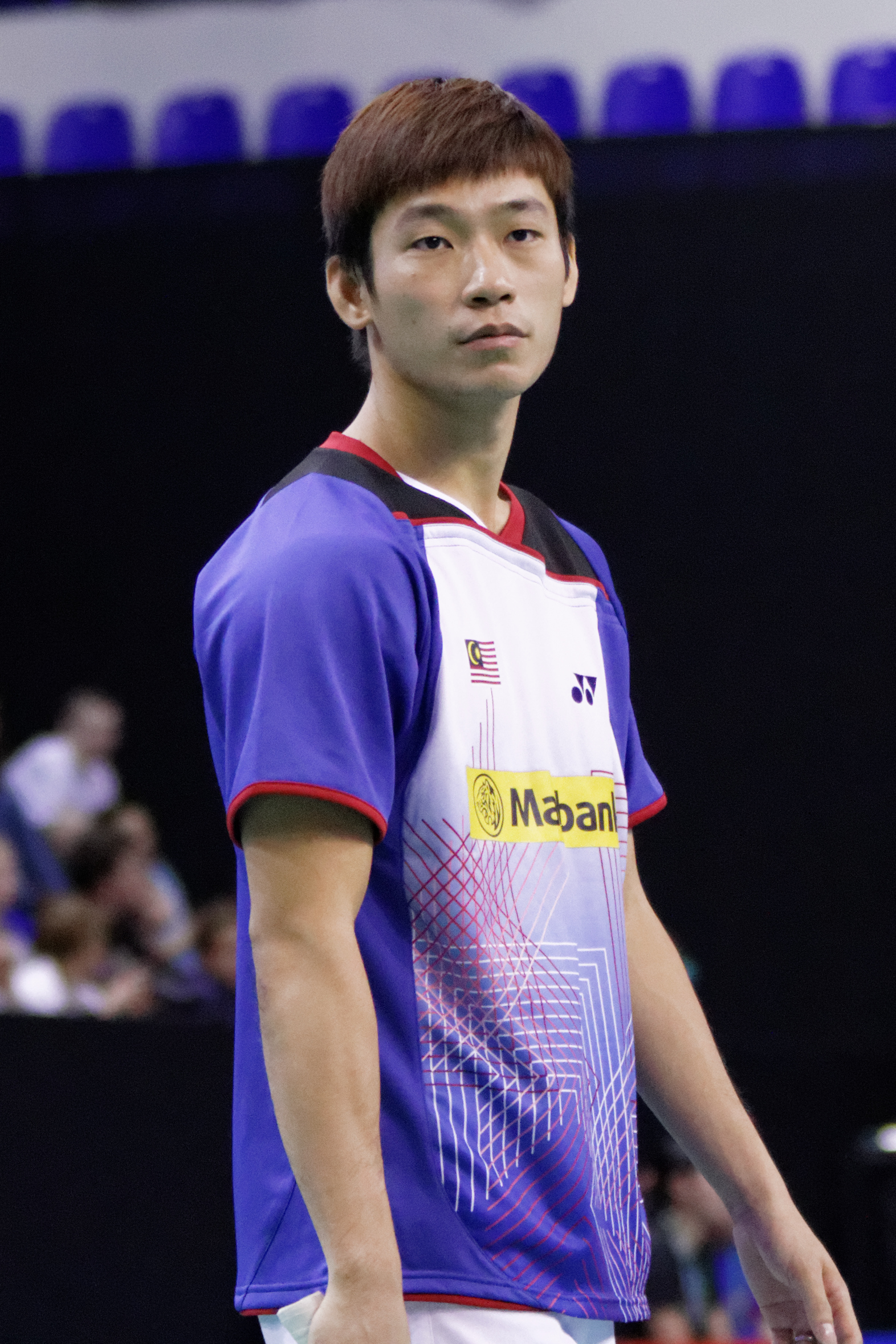
Chan Peng Soon, French Super Series 2013.

Chan Peng Soon (chinesisch 陳炳順, Pinyin Chén Bǐng Shùn; * 27. April 1988 in Penang) ist ein malaysischer Badmintonspieler. 

## Karriere
Chan Peng Soon gewann in der Saison 2008/2009 die Herrendoppelkonkurrenz bei den malaysischen Einzelmeisterschaften gemeinsam mit Lim Khim Wah. 2009 siegten beide bei den Thailand Open. Im Mixed mit Goh Liu Ying wurde Chan Peng Soon im gleichen Jahr Dritter bei den Südostasienspielen. Ein Jahr später siegten beide bei den Asienmeisterschaften und gewannen mit dem malaysischen Team die Commonwealth Games.

## Sportliche Erfolge
| Saison    | Veranstaltung             | Disziplin    | Platz | Name                           |
| --------- | ------------------------- | ------------ | ----- | ------------------------------ |
| 2006      | Sri Lanka International   | Herrendoppel | 1     | Chan Peng Soon / Chang Hun Pin |
| 2008/2009 | Malaysische Meisterschaft | Herrendoppel | 1     | Chan Peng Soon / Lim Khim Wah  |
| 2009      | Thailand Open             | Herrendoppel | 1     | Chan Peng Soon / Lim Khim Wah  |
| 2009      | Südostasienspiele         | Mixed        | 3     | Chan Peng Soon / Goh Liu Ying  |
| 2010      | Asienmeisterschaft        | Mixed        | 1     | Chan Peng Soon / Goh Liu Ying  |
| 2010      | Commonwealth Games        | Team         | 1     | Malaysia                       |
| 2012      | Australian Open           | Mixed        | 2     | Chan Peng Soon / Goh Liu Ying  |
| 2016      | Olympische Sommerspiele   | Mixed        | 2     | Chan Peng Soon / Goh Liu Ying  |